# Холотропно дишане
Холотропното дишане е метод, разработен в средата на 70-те години на XX век от чешкия психиатър и психотерапевт Станислав Гроф заедно със съпругата му Кристина. Станислав Гроф решава да се посвети на изследването на човешкото съзнание и неговите изменени състояния, предизвикани от психотропни вещества като LSD. Вследствие на забраната на експериментирането с тези вещества Гроф се опитва да намери алтернативен, но ефективен метод за постигане на същите резултати.

## Методът
Сеансът включва комбинация от контролирано дишане, музика и различни други форми на звукова стимулация с цел освобождаване на блокирана телесна енергия. След години практика Гроф и съпругата му стигат до заключението, че конкретната техника не е толкова важна, колкото фактът, че когато „човек диша по-бързо и по-дълбоко от обикновено, е напълно съсредоточен и обръща внимание на процесите, протичащи в него“.
По време на холотропното дишане се засилват преживяванията и емоциите, понякога има напрежение в тялото и физически конвулсии. Работата с пациента помага за преодоляването на тези проблеми и води до физическа и психическа релаксация. Така трябва да се преработят всички проблеми, които остават в края на дишането, за да има методът оздравителен ефект.
Вярването, че възможността за предизвикване на изменени състояния на съзнанието чрез интензивно дишане или задържане на дъха, произлиза от различни шамански практики, лечебни церемонии, определени форми на хипноза и други психотерапевтични методи. Експериментите на Гроф накрая довеждат до тази практика, която според неговия опит е най-ефективна – задълбочаване и ускоряване на дишането, което той нарича холотропно дишане.
Холотропното дишане се практикува предимно в групи. Сформира се двойка от практикуващ и наблюдател, който помага на партньора си, обслужвайки го при нужда от физически контакт, осигурявайки пространство и спокойствие по време на преживяването.
Участниците трябва да бъдат облечени в удобни, широки дрехи, които не ги стягат, не пречат на дишането и не ограничават кръвообращението.
Всички участници в холотропното дишане са запознати с хода на дишането и възможните странични ефекти, които могат да възникнат, още преди да започне. Препоръчва се участниците да са в легнало положение, със затворени очи, да се концентрират върху вътрешните процеси и да не се опитват да влияят или променят преживяванията.
Природата, курсът и интензивността на сеансите варират от човек на човек. Процесът може да се изживее спокойно, но емоциите могат да се изразят и физически – чрез движение, мимики, звуци и други начини. Други често срещани проблеми са мускулно напрежение, главоболие, гърчове или гадене.
След дишането се коментира преживяването с наблюдателя и други участници.

## Ползи
Холотропната терапия се основава на предположението за лечебния потенциал на изменените състояния на съзнанието. Тя се използва за проникване в подсъзнанието и чрез преживяване на определени травматични моменти от живота в състояние на холотропно дишане се улеснява премахването на психологическите блокажи. Това дава възможност за по-добро себеразбиране, както и за подобряване на отношенията с другите хора. Холотропното дишане се определя като техника за саморазвитие и себепознание.
Има данни, че тази техника може да се използва и в психиатрията като допълнителна терапия при лечението на зависимости.

## Опасности
Съществува риск от отключване на психически проблеми, с които човек не може да се справи сам. В такъв случай е препоръчително да се потърси професионална помощ, за предпочитане от психолог, запознат с функционирането на холотропното дишане.
Ходът на холотропното дишане обикновено е свързан с много двигателни прояви. Следователно по време на холотропно дишане организаторът трябва да гарантира, че всички участници са добре наблюдавани и няма риск от нараняване – стаята трябва да е достатъчно просторна и подът трябва да е мек.
Холотропното дишане не трябва да се използва от хора със сърдечносъдови проблеми, епилептици, след операция, болни от глаукома и бременни жени. Лицата със сериозни психични проблеми могат да участват само със съгласието на своя психолог или психиатър.
Голям риск е и липсата на квалификация и провеждането в домашни условия. Холотропното дишане не трябва да се извършва без професионален надзор.
Друга опасност от холотропната терапия според част от медицинската общност се крие във възможността за вредно въздействие върху мозъчните клетки по време на хипервентилацията, когато до мозъка достига ограничен приток на кислород.